# Distretto di Gürpınar

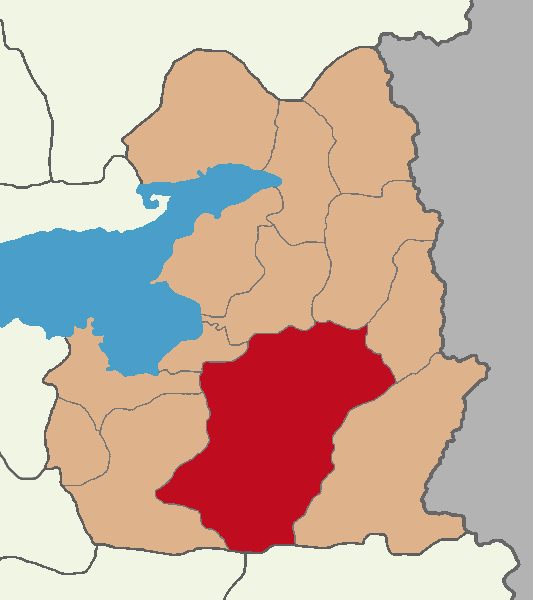
District of Gürpinar

Il distretto di Gürpınar (in turco Gürpınar ilçesi) è uno dei distretti della provincia di Van, in Turchia.
Confina a nord con i distretti di Saray, Özalp e İpekyolu, ad ovest con quelli di Edremit, Gevaş e Çatak, a sud con i distretti di Beytüşşebap (provincia di Şırnak) e di Hakkâri (provincia di Hakkâri) e ad ovest con quello di Başkale, cui è collegato attraverso il Güzeldere Geçidi, una delle strada asfaltate tra le più alte situate in stati europei (pur trovandosi in un'area esterna ai confini geografici dell'Europa).